# Linia kolejowa Leipzig-Plagwitz – Pörsten
Linia kolejowa Lipsk-Plagwitz – Pörsten – wyłączona z eksploatacji linia kolei regionalnej, zlokalizowana w niemieckich landach Saksonia i Saksonia-Anhalt. Trasa linii przebiegała od stacji Lipsk-Plagwitz przez Lützen do Rippach-Poserna (dworzec Pörsten), gdzie łączyła się z linią kolejową Großkorbetha – Deuben. Regularny ruch kolejowy na tej linii został zlikwidowany w 1999 r.

## Historia
Odcinek Lipsk-Plagwitz – Lützen został uruchomiony 1 września 1897 r. przez przedsiębiorstwo Preußisch-Hessische Staatsbahn.
Od 1969 r. linię w księdze kursów oznaczono numerem 512; pod takim oznaczeniem widniała także na rozkładach jazdy.
Dnia 14 maja 1998 r. rozkład jazdy został zmodyfikowany. 31 sierpnia 1999 r., po niemal 102 latach funkcjonowania, zlikwidowano ruch kolejowy na linii.
Ostatni przejazd pociągu na trasie linii miał miejsce 23 maja 1998 r. Po wymaganej przez ustawę przerwie, w 2005 roku rozpoczęto demontaż infrastruktury. Na obszarze gminy Rippach istnieją jeszcze tory do wiaduktu, wiadukt nad Rippach (ukończenie budowy w styczniu 1898) oraz tory do zlikwidowanego dworca w Pörsten.
Od granicy części miasta Lipska-Lausen, po śladzie dawnego nasypu kolejowego, przebiega obecnie asfaltowa ścieżka rowerowa Elster-Saale, łącząca Lipsk z Lützen.